# Atlantpors
Atlantpors (Morella faya, synonym Myrica faya) är en växtart som ingår i familjen porsväxter. Det är ett vintergrönt träd som kan bli upp till tio meter högt och blommar från mars till april. Det förekommer bland annat på Azorerna, Kanarieöarna och Madeira. IUCN kategoriserar arten globalt som livskraftig.
Arten beskrevs först av William Aiton (som Myrica faya, 1789), och fick sitt nu gällande namn av Robert Lynch Wilbur (Morella faya, 1994). Det äldre namnet används fortfarande av botaniker som ännu håller ihop det traditionella porssläktet.

## Bildgalleri

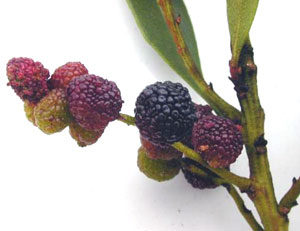